# Stefan Lexa
Stefan Lexa (Klagenfurt, Austria, 1 de noviembre de 1976) es un exjugador de fútbol austriaco.

## Carrera
A la edad de siete años comenzó en SV Heimstetten. Como jugador juvenil también jugó para TSV 1860 Múnich. Pasó un par de años en la Segunda división alemana antes de ganar el ascenso a la Fußball-Bundesliga con el Eintracht Frankfurt después de que fuera relegado con ellos la temporada anterior. Con Eintracht también perdió la final DFB-Pokal 2006. Después de esa final regresó a la segunda división para jugar en el 1. FC Kaiserslautern antes de debutar en la Bundesliga austríaca con SV Ried en 2008. En 2002-03, también jugó 11 partidos para el CD Tenerife de Segunda División española.

## Carrera internacional
Debutó con Austria en un partido de clasificación para la Copa Mundial de octubre de 2001 contra Israel bajo el mando de Otto Baric. A partir de abril de 2012, Lexa fue sancionado seis veces, al hacerlo no estuvo limitado durante cuatro años entre 2002 y 2006. Su último internacional fue un partido amistoso en junio de 2009 contra Serbia.